# Дубравський потік
Дубравський потік (словац. Dúbravský potok) — річка; ліва притока Градної, протікає в округах Детва і Зволен.
Довжина приблизно 8,0—8,5 км. Витік знаходиться в масиві Вепорські гори (геоморфологічна підодиниця Сілянська Планина) — на висоті приблизно 570 метрів.
Протікає територією села Дубрави. Впадає у Градну на висоті приблизно355 метрів.